# Альберт Рієра Відаль
Альберт Рієра Відаль (ісп. Albert Riera Vidal, нар. 28 грудня 1983, Барселона) — іспанський футболіст, півзахисник. По завершенні ігрової кар'єри — тренер.

## Ігрова кар'єра
Народився 28 грудня 1983 року в місті Барселона. Вихованець футбольної школи клубу «Бінефар». В подальшому тривалий час виступав у клубах нижчих ліг Іспанії.
У січні 2011 року уклав контракт з новозеландським клубом «Окленд Сіті», куди його запросив свіввітчизник Рамон Трібульєтч. В першому ж сезоні іспанець з командою виграв Лігу чемпіонів ОФК, повторивши і в двох наступних турнірах. Більшість часу, проведеного у складі «Окленд Сіті», був основним гравцем команди.
У 2013 році, під час товариського матчу з «Веллінгтон Фенікс», Рієра був помічений тренером «Фенікса» і незабаром підписав контракт з клубом, який виступав у австралійській А-лізі. Дебютував у «Велінгтон Фенікс» у першому матчі сезону 2013/14 проти «Брисбен Роар», вийшовши на заміну на 55-й хвилині. За підсумками сезону Рієра був названий гравцем року у клубі, а також був обраний для A-League All Stars, команди, яка об'єднала найкращих гравців в лізі, що зіграли виставковий матч з «Ювентусом» (2:3) 10 серпня 2014 року. Загалом провів у клубі три сезони, після чого 21 травня 2016 року оголосив про завершення ігрової кар'єри.
Проте вихід на пенсію Рієри був недовговічним і незабаром він повернувся в свій колишній клуб «Окленд Сіті». Станом на 15 грудня 2017 відіграв за команду з Окленда 22 матчі в національному чемпіонаті.

## Тренерська кар'єра
Він покинув «Окленд Сіті» наприкінці сезону 2020/21, щоб взяти на себе роль помічника головного тренера щойно створеного клубу «Вест Кост Рейнджерс». 4 травня 2021 року, після невдалого початку сезону, головний тренер Кріс Акотт пішов у відставку, і його замінив Рієра, однак під керівництвом іспанця «Вест Кост» не зміг уникнути пониження у класі за підсумками сезону.
1 грудня 2021 року було оголошено, що Рієра повернеться в «Окленд Сіті» як новий головний тренер на сезон 2022 року. За його результатами команда виграла чемпіонат Нової Зеландії, а також Лігу чемпіонів ОФК, а наступного року знову виграла міжнародний трофей та стала віце-чемпіоном країни.

## Титули і досягнення

### Як гравець
- Чемпіон Нової Зеландії (2):

«Окленд Сіті»: 2017/18, 2019/20
- Переможець Ліги чемпіонів ОФК (4):

«Окленд Сіті»: 2010/11, 2011/12, 2012/13, 2016/17

### Як тренер
- Чемпіон Нової Зеландії (1):

«Окленд Сіті»: 2022
- Переможець Ліги чемпіонів ОФК (2):

«Окленд Сіті»: 2022, 2023

### Індивідуальні
- Найкращий гравець Ліги чемпіонів ОФК: 2011–12

## Особисте життя
У жовтні 2018 року Рієра став громадянином Нової Зеландії.